# Simon the Sorcerer
Simon the Sorcerer è il primo capitolo di una serie di avventure grafiche sviluppato da Adventure Soft e pubblicato a partire dal 1993 per Amiga, Amiga CD32, MS-DOS, RISC OS, Windows, iOS e Android.
È un'avventura di stampo fantastico con una marcata componente umoristica tendente al cinismo, dovuto in particolare al carattere "spigoloso" del protagonista, che parodia in maniera più o meno palese tanto favole come Raperonzolo quanto opere letterarie come Il Signore degli Anelli o il ciclo de Le cronache di Narnia.

## Trama
Simon è un teenager come tanti; il suo cane Chippy, un giorno, girovagando per il solaio trova un libro degli incantesimi e Simon, dopo che il cane ha richiamato la sua attenzione, ci dà un'occhiata; cacciandolo via con fare seccato, il libro sbatte e apre involontariamente un portale. Chippy ci entra dentro e Simon gli corre dietro. Simon si trova così catapultato in un mondo magico dove scoprirà di essere egli stesso un mago e si ritroverà costretto a combattere le forze malefiche di Sordid insieme al mago Calypso per permettere poi a quest'ultimo di riportarlo nella sua dimensione.

## Modalità di gioco
Il gioco è un'avventura grafica in cui le azioni vanno selezionate tramite il click del mouse sul verbo corrispettivo presente nel pannello di controllo in fondo allo schermo, e l'obiettivo va selezionato sullo scenario, mostrato in terza persona, o nell'inventario grafico degli oggetti trasportati dal protagonista. Di fatto, il motore AGOS su cui è basato il gioco è in tutto e per tutto un clone della prima versione dello SCUMM utilizzato dalla LucasArts per le sue prime avventure grafiche (come The Secret of Monkey Island, per fare un esempio).
A seconda delle versioni pubblicate il gioco ha cambiato sia la qualità grafica che l'audio, acquisendo con il tempo anche una parte di doppiaggio, inizialmente non presente.

## Versioni del gioco

### Versione Amiga
La versione per Amiga venne inizialmente pubblicata con grafica AGA a 256 colori per Amiga 1200 in 9 dischetti; successivamente ne venne diffusa una versione depotenziata a 32 colori che potesse girare su Amiga 500 (e con esso sulla maggior parte dei sistemi Amiga in commercio) e dopo ancora venne riedito in CD per l'Amiga CD32 nella versione a 256 colori con però l'aggiunta della traccia parlata.

### Versione PC
Anche la versione MS-DOS di Simon the Sorcerer uscì per prima in dischetti e senza doppiaggio e stava su soli tre dischetti. Due anni dopo il gioco venne riedito in CD e venne aggiunta la traccia audio con il doppiaggio, dando l'opzione ai giocatori di scegliere tra i sottotitoli -per chi giocava senz'audio- e la parte doppiata. Il gioco è stato successivamente aggiornato tramite patch per poter funzionare prima con Windows 95/98, poi anche con Windows Me/2000/XP. La versione PC del gioco è anche stata pubblicata in un'unica scatola insieme al suo seguito in formato economico alcuni anni più tardi.

### Altre versioni
Il titolo è stato distribuito nella versione a 256 colori per Risc OS, un sistema operativo poco diffuso della Acorn; anche in questo caso, come già avvenuto per i sistemi Amiga, ne venne realizzata una versione in floppy senza la traccia audio e una versione in cd con traccia audio. Anni dopo il gioco è stato riproposto anche per iPhone e iPod touch, insieme al suo seguito Simon the Sorcerer II, e su GOG.com.